# Randi Thorvaldsen
Randi Thorvaldsen (Fiskum, 4 maart 1925 - Hønefoss, 10 februari 2011) was een schaatsster uit Noorwegen. In 1950 reed ze een nieuw wereldrecord op de 1500 meter.

## Resultaten

### Wereldkampioenschappen
| Jaar | Plaats      | Resultaten   |
| ---- | ----------- | ------------ |
| 1947 | Drammen     | DNS Allround |
| 1948 | Turku       | 4e Allround  |
| 1949 | Kongsberg   | 4e Allround  |
| 1950 | Moskou      | 9e Allround  |
| 1951 | Eskilstuna  | Allround     |
| 1952 | Kokkola     | Allround     |
| 1953 | Lillehammar | 6e Allround  |
| 1954 | Östersund   | 6e Allround  |

### Wereldrecord
| Afstand    | Tijd   | Datum            | Plaats |
| ---------- | ------ | ---------------- | ------ |
| 1500 meter | 2.37,5 | 25 februari 1950 | Gjøvik |

### Noorse kampioenschappen
| Jaar | Allround |
| ---- | -------- |
| 1946 | Goud     |
| 1947 | Goud     |
| 1948 | Goud     |
| 1949 | Goud     |
| 1950 | Goud     |
| 1951 | Goud     |
| 1952 | Goud     |
| 1953 | Goud     |
| 1954 | Goud     |

## Persoonlijke records
| Afstand    | Tijd    | Datum            | Baan        |
| ---------- | ------- | ---------------- | ----------- |
| 500 meter  | 48,00   | 2 februari 1952  | Trondheim   |
| 1000 meter | 1.39,70 | 2 februari 1952  | Trondheim   |
| 1500 meter | 2.32,40 | 2 februari 1952  | Trondheim   |
| 3000 meter | 5.33,80 | 2 februari 1952  | Trondheim   |
| 5000 meter | 9.35,60 | 21 februari 1953 | Lillehammer |